# 藍鳳蝶
藍鳳蝶（学名：Papilio protenor），又名無尾黑鳳蝶或是黑揚羽蝶，为鳳蝶科鳳蝶屬下的一个种。

## 形態特徵

### 雄蝶

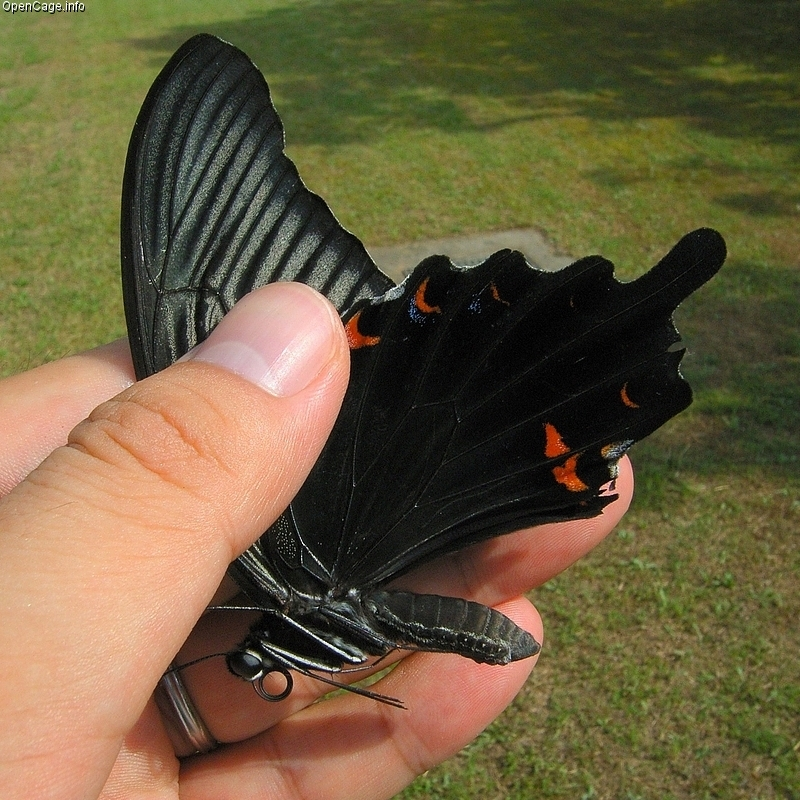
亞種 Papilio protenor demetrius

正面：天鵝絨般的靛藍黑色，前翅比後翅略為暗淡。前翅具淡色脈間區條紋，於翅緣擴展並延伸至翅室。後翅：具有一條寬廣的淡黃白色次肋脈條紋；第4至第6脈間散布藍色鱗片；臀角處有紅色斑點。
底面：前翅暗黑色；脈間條紋明顯為灰色，且比翅背面更寬。後翅底色與背面相同，臀角具一不規則大斑延伸至第2脈間，亞末端第2、第6與第7脈間有淡粉紅色新月形斑，翅室亦略灑藍色鱗片；臀斑中含有一枚黑色、邊緣帶藍的圓形中央斑，第4與第5脈間亞末端有藍鱗灑布。觸角黑色；頭、胸與腹為深棕黑色。

### 雌蝶
與雄蝶相似。

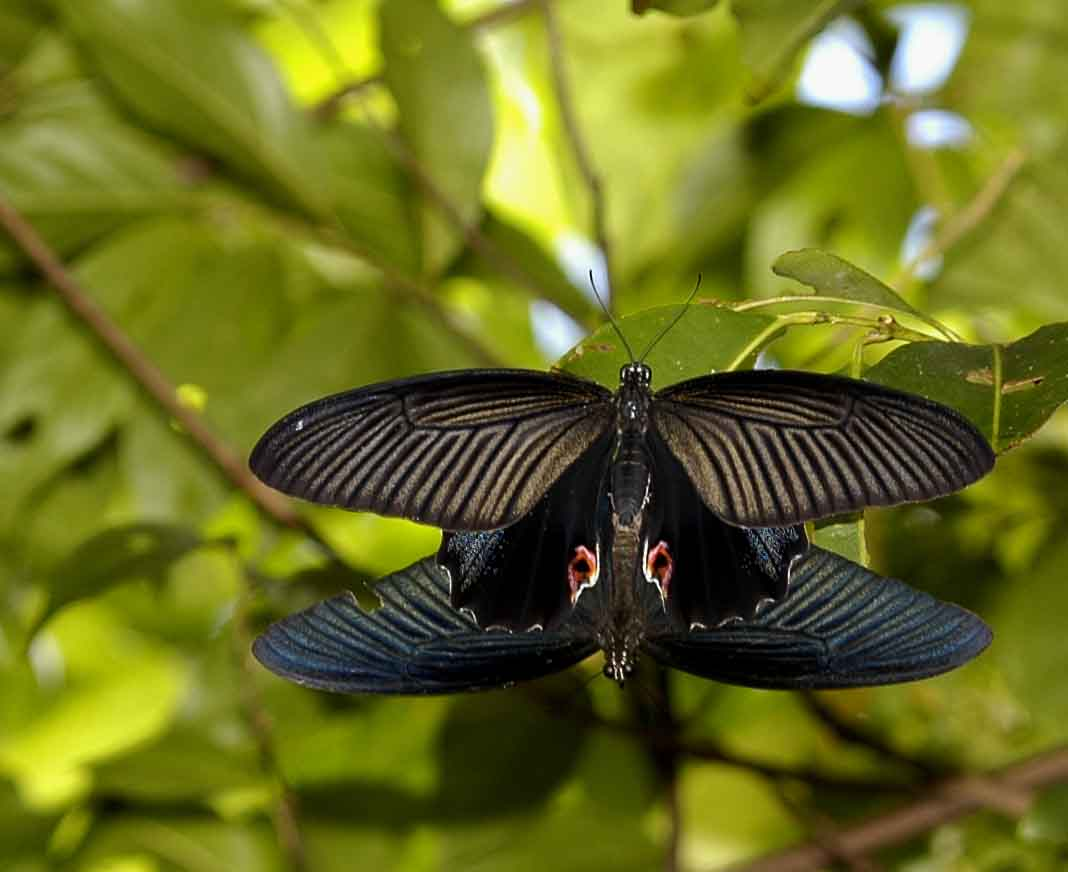
交配

正面：底色為深棕黑色；前翅脈間條紋呈黃色；後翅外側藍色鱗片更密集；無白色次肋脈條紋；臀角紅斑較大，中央有橢圓黑斑；第2脈間亞末端亦有一枚相似黑斑，後緣帶新月形紅斑。
底面：與雄蝶相似，差異在於前翅脈間條紋更寬且更淡；後翅臀紅斑更大更淡，向前與外側延伸至第2脈間，並與一枚中央黑點的寬大亞末端紅色眼狀斑融合；第5脈間藍鱗灑布下方有一小紅色新月形斑。觸角、頭、胸與腹部皆如雄蝶。

### 雌雄異形
研究發現，雄蝶體內芳樟醇與2,3-丁二醇的含量均高於雌蝶，且雄蝶的氣味較為強烈。

## 分布範圍

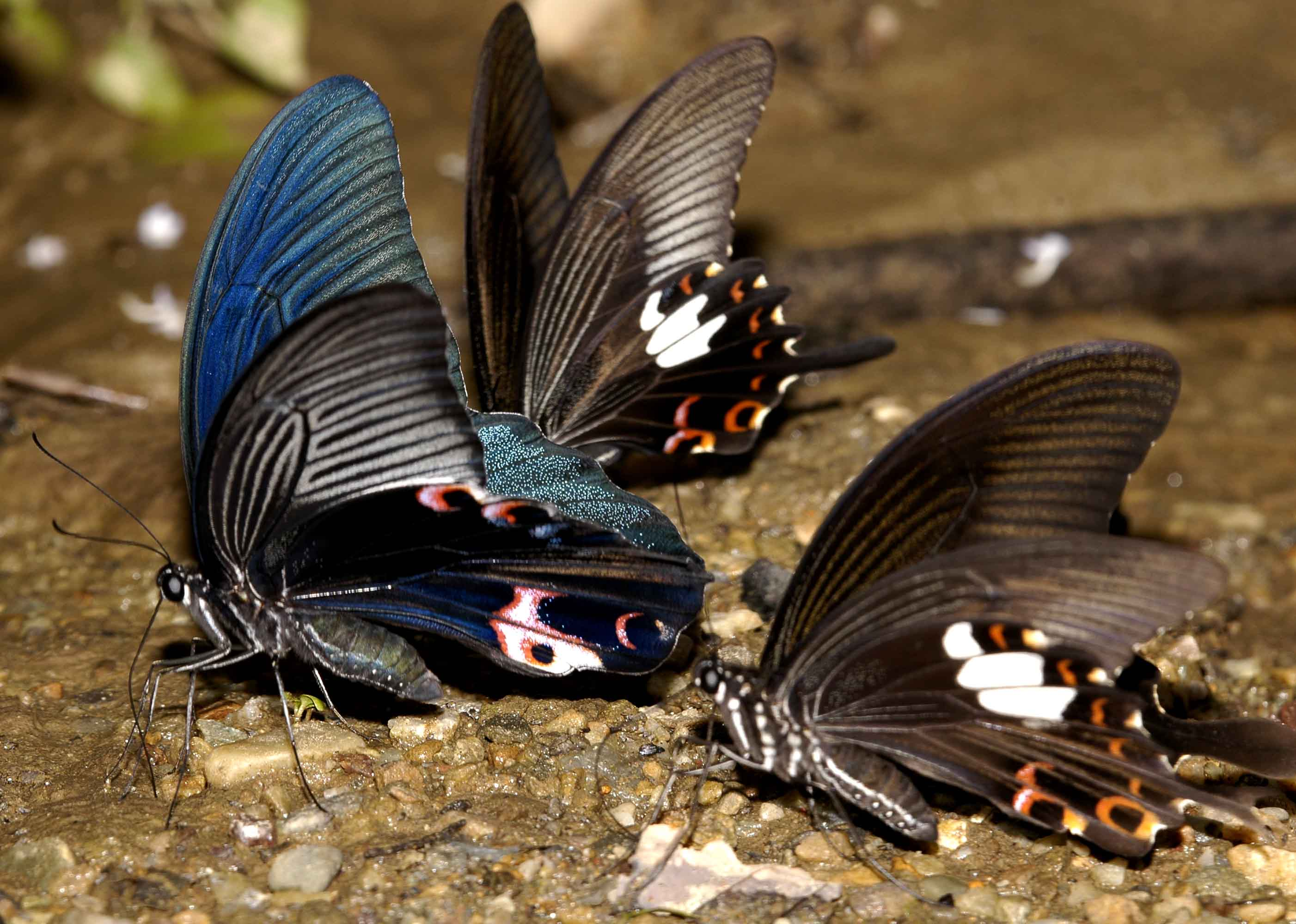
黑鳳蝶與白紋鳳蝶在水潭吸水.

分布於巴基斯坦北部、查謨與克什米爾、加爾瓦爾喜馬拉雅（Govind野生動物保護區）、錫金、阿薩姆、孟加拉、緬甸、中國南方（含海南島）、越南、寮國北部、台灣、北韓、南韓與日本。亦見於尼泊爾。

## 棲地
許多蝴蝶僅棲息於特定的寄主植物，牠們會利用植物的化學物質來判斷是否適合產卵。大多數鳳蝶屬（Papilio）蝶專食芸香科植物，而黑鳳蝶亦為其中之一。主要寄主為柑橘類，研究指出雌蝶對溫州蜜柑（Citrus unshiu）偏好性高。 已發現多種誘發產卵的化學物，包括糖酸、胺基酸、生物鹼與類黃酮。 柚皮苷與橙皮苷等類黃酮苷皆能有效誘引雌蝶產卵。
雌蝶不會在關黃檗（Phellodendron amurense）上產卵，推測是因為該植物含有大量黃柏苷所致。
此外，研究也發現雌蝶與幼蟲對寄主植物的適應性有所差異，例如雌蝶能在寬瓣金蓮花（Trollius asiaticus）產卵，但幼蟲無法生長；相反地，雖雌蝶不在關黃檗（Phellodendron amurense）上產卵，但幼蟲卻能在其上存活。
黑鳳蝶雄蝶的地點忠誠度通常高於雌蝶。

## 保育狀態
常見，未受威脅。

## 生活史

### 幼蟲
「綠色，頸部具黃色環帶，體表有褐色地衣狀斑紋。以花椒屬（竹葉花椒）為食。」（引自Mackinnon，在Bingham著作中引用）
針對不同齡期幼蟲進行的實驗顯示，第五齡期與之前幾個齡期的臭角分泌物成分差異顯著：第五齡以脂肪酸及其酯為主，而先前則以單萜與倍半萜類為主。科學家推測這種差異與第四次蛻皮後的體色變化有關。

### 蛹期
「有些蛹外觀如粗糙樹皮，有些則為均勻綠色。」（引自Mackinnon，在Bingham著作中引用）
鳳蝶屬蝶的蛹有綠與棕兩種顏色，長於綠枝者為綠色，附著於枯枝者則為棕色，光照狀況似乎無影響。綠色素為「昆蟲綠素」，由黃色與藍色色素蛋白混合構成。從綠蛹中分離出β-胡蘿蔔素與葉黃素等成分，而棕蛹則無發現這些物質，僅發現藍色素蛋白中的膽色素，但含量少於綠蛹。
鳳蝶屬蝶之蛹色通常由環境決定，包含蛹寬度、表面構造等物理因素，亦有濕度與食物等外在條件。研究指出色澤不是由單一因素決定，而是多重環境刺激的平衡結果所致。

## 文化參考
- 1987年3月，北韓發行描繪黑鳳蝶的郵票。

## 圖片

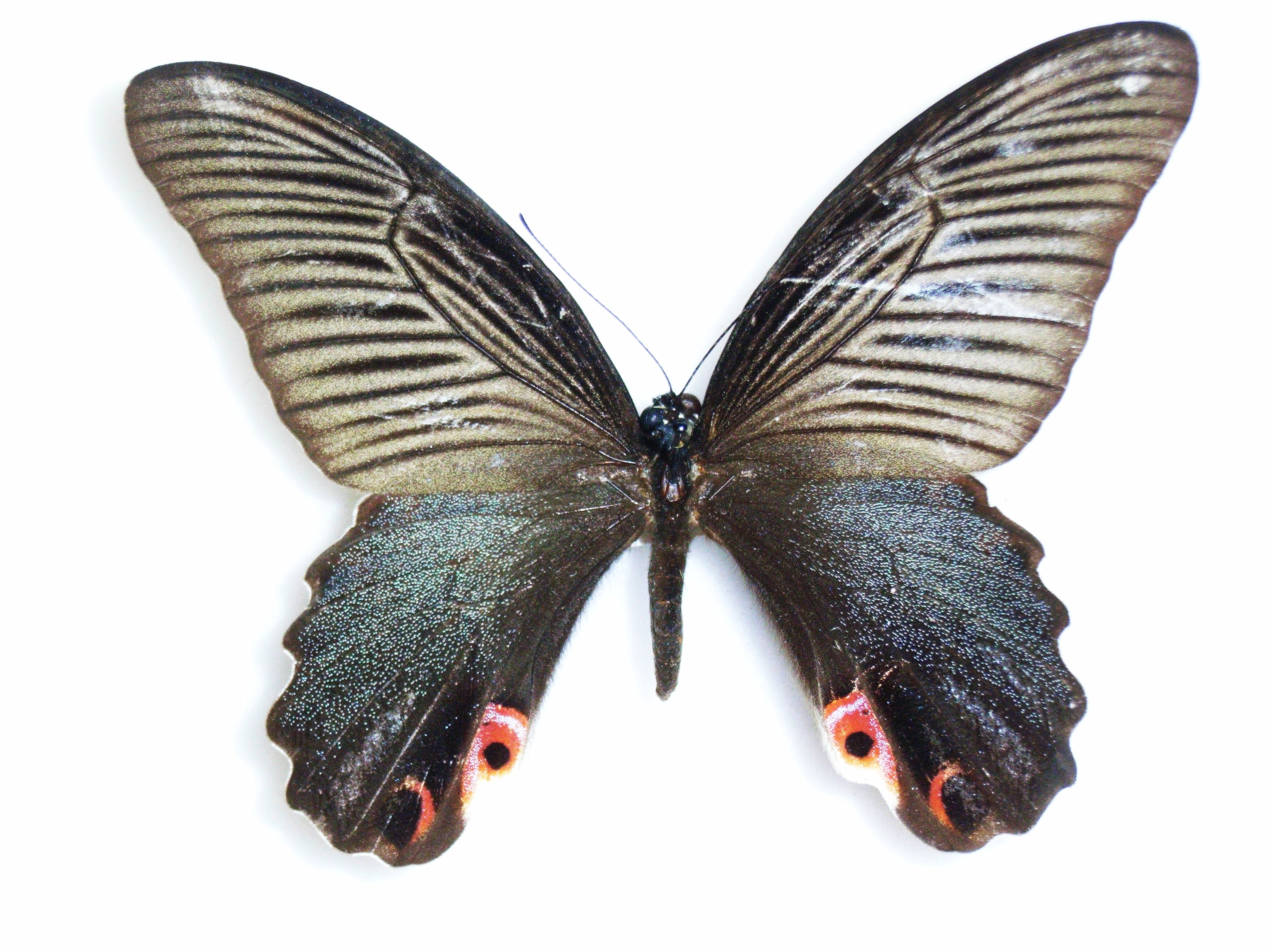
雌性標本
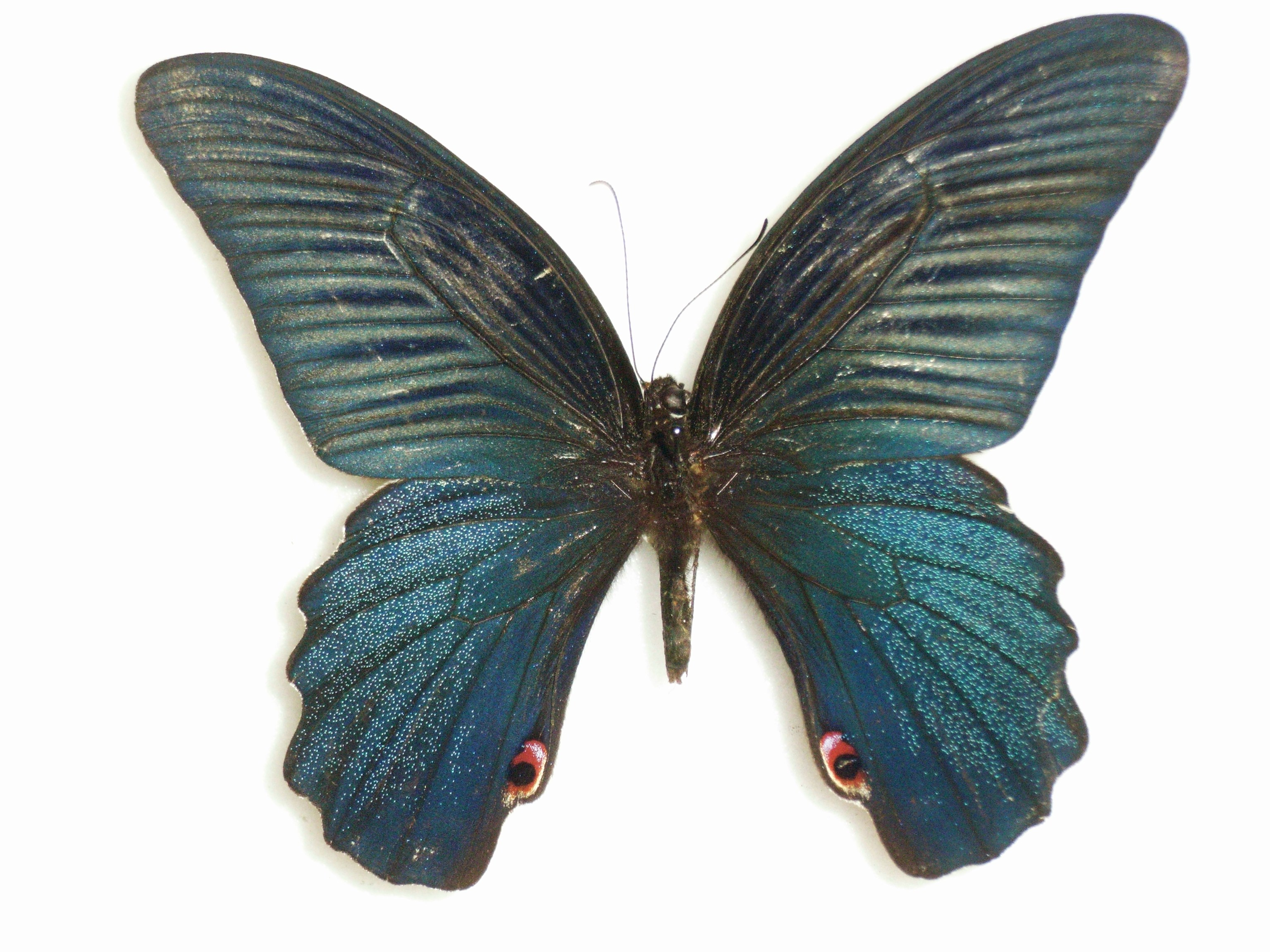
雄性標本